# Very Large Array
Il Karl Guthe Jansky Very Large Array (VLA) è un raggruppamento di radiotelescopi entrati in funzione nel 1980 e situato a Socorro, nel Nuovo Messico. Prende il nome dall'omonimo fisico, pioniere della radioastronomia.
Esso è costituito da 27 antenne paraboliche del diametro di 25 metri ciascuna, disposte lungo 3 bracci, ciascuno lungo 21 km, a forma di una gigantesca Y. L'intero gruppo di radiotelescopi è in grado di sfruttare i principi dell'interferometria per operare come un'unica antenna ricevente di 40 km di diametro. Ciascuno dei telescopi è montato su doppi binari paralleli per poter cambiare il raggio e la densità del raggruppamento per bilanciare la risoluzione angolare con la sensibilità alla luminosità superficiale.
A settembre 2017 è iniziata una campagna osservativa che si sviluppa in 3 cicli, per una durata complessiva di sette anni. Per l'indagine, il VLA sonderà emissioni radio cosmiche a frequenze comprese tra 2 e 4 GHz, L'indagine, denominata VLA Sky Survey (VLASS), produrrà la più nitida visione radio mai effettuata di una così grande parte del cielo e si prevede di individuare 10 milioni di oggetti celesti distintivi emettenti segnali radio.
Il VLA è a un'altitudine di 2124 m s.l.m. e fa parte del National Radio Astronomy Observatory (NRAO). Il NRAO è un complesso della National Science Foundation gestito secondo gli accordi di cooperazione da Associated Universities, Inc.

## Caratteristiche
Ciascuna delle 27 antenne indipendenti ha un disco del diametro di 25 m e una massa di 209 tonnellate. Le antenne sono distribuite lungo i tre bracci di una guida a forma di Y, (ciascuno dei quali è lungo 21 km). Usando questi binari, che intersecano la U.S. Route 60 in un passaggio a livello, e un'apposita locomotiva ("Hein's Trein"), è possibile spostare le antenne, permettendo una sintesi d'apertura con fino a 351 baseline: sostanzialmente, la rete funziona come una singola antenna con un diametro variabile. La risoluzione angolare che si può raggiungere va da 0,2 e 0,04 arcosecondi.
Sono usate comunemente quattro configurazioni, indicate con la A (la più larga) fino alla D (la più stretta, con tutti i dischi distanti 600 m dal centro). L'osservatorio di solito cicla su tutte le possibili configurazioni (incluse molte ibride) ogni 16 mesi; le antenne vengono spostate ogni tre o quattro mesi. Gli spostamenti alle configurazioni più piccole sono fatti in due fasi, per prima cosa accorciando i bracci a est e a ovest e dopo accorciando il braccio a nord. Questo permette di avere un breve periodo di immagini di sorgenti estremamente settentrionali o meridionali migliorate. Le frequenze coperte vanno dai 74 MHz ai 50 GHz (da 400 a 0,7 cm). Il Pete V. Domenici Science Operations Center (DSOC) per il VLA è posizionato sul campus del New Mexico Institute of Mining and Technology a Socorro. Il DSOC serve anche da centro di controllo per il Very Long Baseline Array (VLBA), una rete VLBI di dieci dischi da 25 metri posizionati dalle Hawaii a ovest fino alle Isole Vergini Americane a est. Il VLBA costituisce lo strumento dedicato a tempo pieno alla ricerca astronomica più grande al mondo.

## Potenziamento e cambio nome
Nel 2011, un progetto di potenziamento lungo un decennio ha portato a un'espansione delle capacità del VLA circa di un fattore 8000. L'elettronica degli anni 1970 è stato sostituita con attrezzatura allo stato dell'arte. Per rispecchiare questo potenziamento, fu chiesto dagli operatori del VLA al grande pubblico e alla comunità un nuovo nome per l'array. e nel gennaio del 2012 fu annunciato che il nome sarebbe stato Karl Guthe Jansky Very Large Array. Il VLA fu rinominato ufficialmente il 31 marzo 2012, durante una cerimonia all'interno dell'Antenna Assembly Building.

## Utilizzi scientifici
Il VLA è uno strumento polivalente ideato per studiare molti oggetti astronomici, tra cui radiogalassie, quasar, pulsar, resti di supernova, lampi gamma, stelle che emettono onde radio, il sole e i pianeti, maser astrofisici, buchi neri, e il gas idrogeno che costituisce una grande parte della Via Lattea e galassie esterne. Nel 1989 il VLA fu usato per ricevere comunicazioni radio dalla sonda Voyager 2 mentre volava vicino a Nettuno. Da dicembre 2014 a gennaio 2015 fu condotta una ricerca delle galassie M31 e M32 con lo scopo di cercare rapidamente in bilioni di sistemi segnali provenienti da civiltà avanzate.
È anche stato usato per eseguire molte indagini di sorgenti radio, tra cui la NRAO VLA Sky Survey e la Faint Images of the Radio Sky at Twenty-Centimeters.
La VLA Sky Survey (VLASS) cominciò nel settembre 2017. Questa indagine coprirà l'intero cielo visibile al VLA (l'80% del cielo terrestre) in tre scansioni totali. Gli astronomi si aspettano di trovare circa 10 milioni di nuovi oggetti—quattro volte più di quelli attualmente noti.
Nell'aprile 2020 è stato reso noto che il VLA, sfruttando anche il telescopio spaziale Spitzer, è stato in grado di misurare la velocità dei venti che soffiano sulla nana bruna 2MASS J10475385+2124234 superando i 2000 km/h.